# Salmó roig

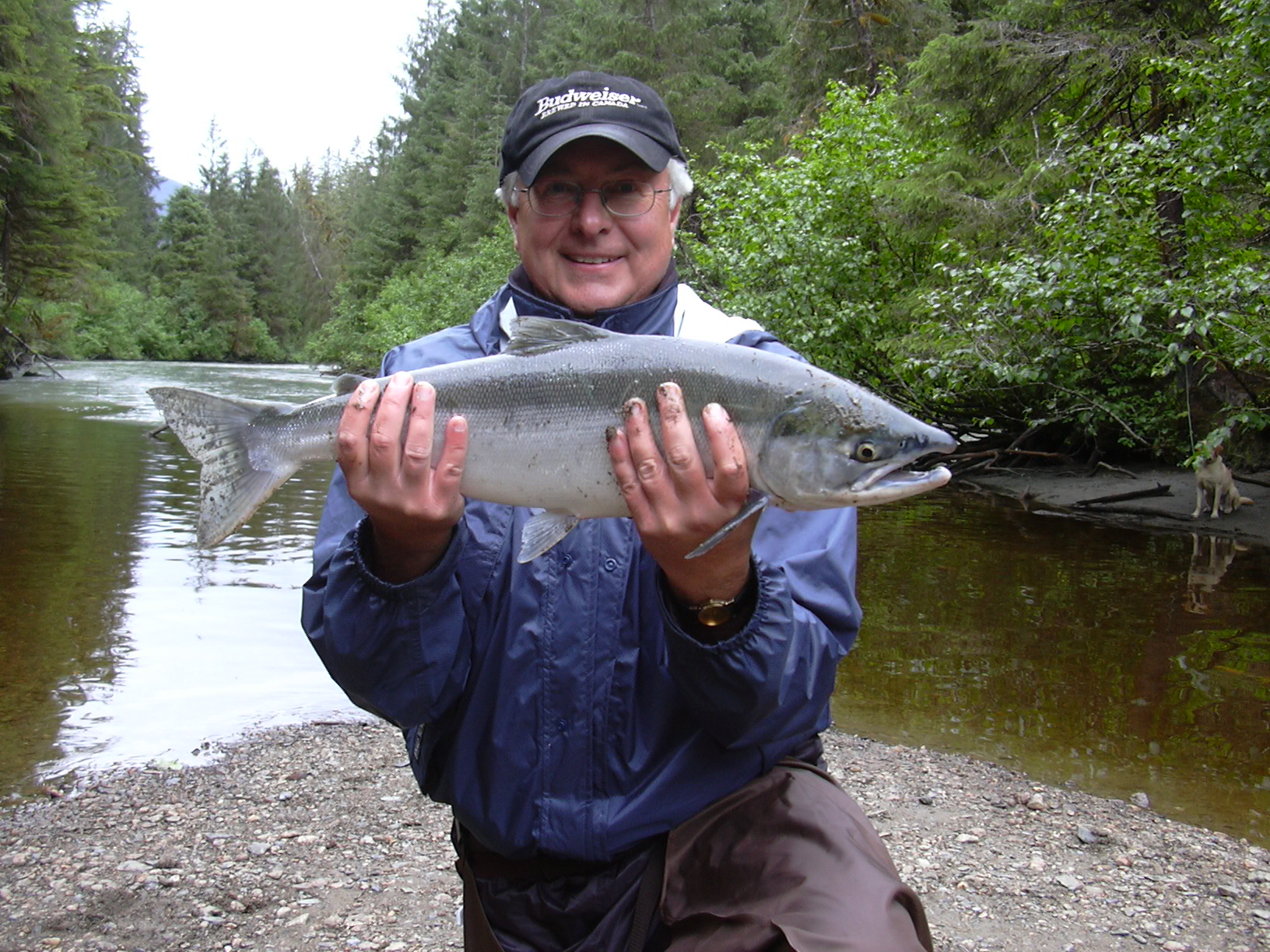
Un pescador ensenya un salmó roig a Alaska

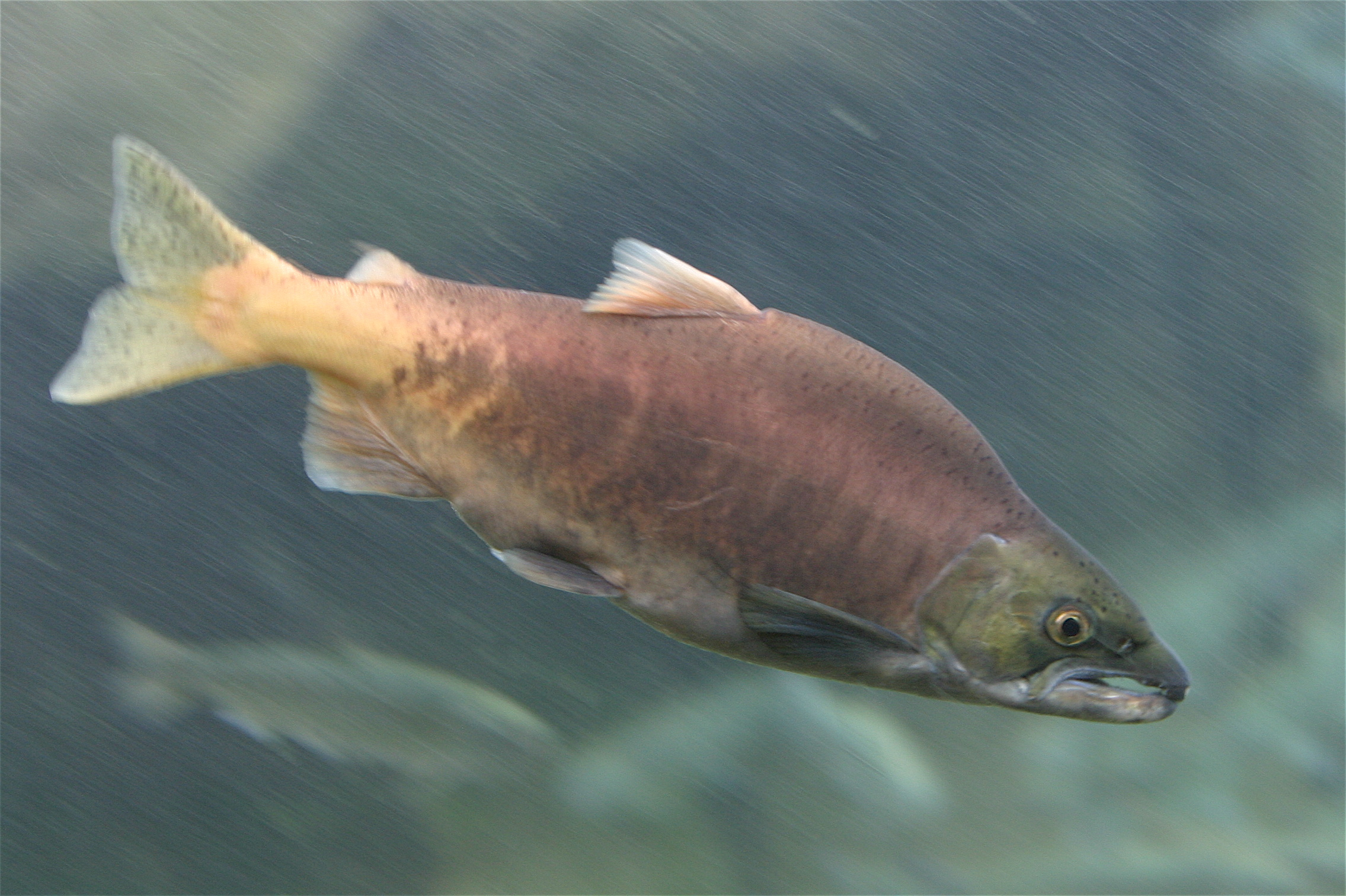
Un exemplar de salmó roig al Zoo d'Oregon

El salmó roig o salmó vermell (Oncorhynchus nerka) és una espècie de peix de la família dels salmònids i de l'ordre dels salmoniformes.

## Morfologia
- Els mascles poden assolir 84 centímetres de longitud total[3] i les femelles 71.
- Pes màxim: 7.710 g.[4]
- Nombre de vèrtebres: 56-67.[5]

## Depredadors
És depredat per Coregonus clupeaformis, Salvelinus alpinus, Salvelinus malma malma, Anotopterus pharao, Oncorhynchus clarki, Oncorhynchus kisutch, Oncorhynchus mykiss i la foca comuna (Phoca vitulina).

## Hàbitat
Viu en zones d'aigües dolces, salobres i marines temperades (72°N-42°N, 130°E-109°W) fins a una fondària de 250 m.

## Distribució geogràfica
Es troba al Pacífic nord: des del nord del Japó fins al Mar de Bering i Los Angeles (Califòrnia, Estats Units). N'hi ha poblacions sense sortida al mar a Alaska, el Territori de Yukon, la Colúmbia Britànica, Washington i Oregon.

## Longevitat
Pot arribar a viure 8 anys.

## Interès gastronòmic
Es comercialitza fresc, en salaó, fumat, enllaunat o congelat i, d'acord amb la Guia il·lustrada multilingüe d'Osney Mead, es consumeix al vapor, fregit, rostit o cuit al forn o al microones, tot i que en principi, també es podria consumir cru (sushi), a la graella, a la planxa, sofregit, a la launa, a la sal, en escabetx, etc.